# Agilität (Management)
Agilität (von lateinisch agilitas „Beweglichkeit“) ist ein Merkmal des Managements einer Organisation (Wirtschaftsunternehmen, Non-Profit-Organisation oder Behörde), flexibel und darüber hinaus proaktiv, antizipativ und initiativ zu agieren, um notwendige Veränderungen einzuführen.

## Hintergrund
Klassische (stabile) Organisationsstrukturen sind entweder prozessorientiert (z. B. Automobilindustrie, Behörden) oder projektorientiert (z. B. Bauindustrie, Hilfsorganisationen) oder eine Mischform davon. Um ein gewünschtes Ergebnis effektiv erreichen zu können, gilt für agile Organisationsstrukturen allerdings dieselbe Voraussetzung wie für klassische – das gewählte Vorgehensmodell mit dessen Methoden und Werkzeugen muss zur realen Ausgangssituation passen, sowohl zu den spezifischen Projektanforderungen als auch (im selben Maß) zu den beteiligten Personen und Organisationen aller relevanter Ebenen. In beiden Ausrichtungen existieren viele Vorgehensmodelle, im Vorfeld sollte hinterfragt werden, welches für das konkrete Projekt und das Umfeld wirklich ein passendes Modell mit zielführenden Arbeitsweisen ist – was in der Praxis nur noch selten zur Reinform einer Methode nach Lehrbuch führt, sondern idealerweise zu einer dem Problem sowie der Umgebung durch Tailoring selektiv angepassten Mischform (Hybridform).
„Für ein Unternehmen bedeutet Agilität die Fähigkeit, in einer Wettbewerbsumgebung gewinnbringend zu operieren, die charakterisiert ist durch ständig aber unvorhersehbar sich verändernde Kundenwünsche.“ Die Fähigkeit einer Organisation, IT zu nutzen, trägt maßgeblich zur Agilität bei.
Der Begriff Agilität geht auf Steven Goldman, Roger Nagel und Kenneth Preiss vom Iacocca Institute der Lehigh University in Bethlehem zurück. Im Januar 1991 erschien mit 21st Century Manufacturing Enterprise Strategy ihr erster Buchbeitrag zu Agilität, 1994 dann das Buch Agile Competitors and Virtual Organizations. Mit Entstehen des agilen Manifests im Januar 2001 erlangte der Begriff 'Agilität' zunehmend im Softwareentwicklungs-Kontext für die damals als leichtgewichtig bezeichneten neuen Methoden beziehungsweise Vorgehensmodelle zur Softwareentwicklung wie XP, Scrum, DSDM, ASD, FDD und Crystal an Bedeutung.

## Dimensionen
Agilität hat im Wesentlichen sechs Dimensionen:
- Agiles Zielbild
- Kundenorientierte Organisationsstruktur
- Iterative Prozesslandschaften
- Mitarbeiterzentriertes Führungsverständnis
- Agile Personal- und Führungsinstrumente
- Agile Organisationskultur

Hieraus ergibt sich die Abgrenzung zur reinen Flexibilität:

### Agiles Zielbild
„Viele Unternehmen starten agile Veränderungsprozesse in ihren IT-Bereichen. Nach einiger Zeit stellt sich die Frage, ob Agilität nur auf Projekt- oder Produktentwicklungsebene verstanden werden soll oder doch für weitere Bereiche der Organisation.“ Grundsätzlich kann zwischen zwei Arten der Agilität unterschieden werden. Die Unternehmensagilität bezieht sich auf die agile Zusammenarbeit für groß angelegte Produkte, an denen meist viele verschiedene Teams beteiligt sind. Die Geschäftsagilität bezieht sich auf die Agilität der gesamten Organisation und umfasst alle Bereiche, nicht nur die Produktentwicklung.
Agilität des Managements drückt sich bereits in Vision, Mission und strategischen Unternehmenszielen aus.

### Kundenorientierte Organisationsstruktur
„Traditionelle Organisationen fokussieren sich sehr stark auf sich selbst. Sie denken in Pyramiden und Silos. Agile Unternehmen hingegen richten ihre Strategie an dem Kunden aus und streben eine Maximierung des Kundennutzens an.“
Agile kundenorientierte Organisationen sind geprägt von Netzwerkstrukturen statt von Hierarchien. Der Fokus liegt auf der teambasierten Ablauforganisation statt auf der nicht wertschöpfenden Aufbauorganisation.

### Iterative Prozesslandschaften
„Agile Unternehmen (setzen) auf ein iteratives Vorgehen und das Liefern in Inkrementen, also kurzfristigen Ergebnissen.“
Agile kundenorientierte Organisationen planen ihre Prozesse, Produkte und Leistungen iterativ statt nach dem Wasserfallmodell. Hierdurch wird der Zeitaufwand für Planung und Konzeption verringert. Die Kunden erhalten die Produkte und Leistungen in rascher Abfolge in kleineren Teilen statt nach einem längeren Zeitraum in einem Stück. „Agile Prozesse sind iterativ und inkrementell. Sie fokussieren auf kurzfristige Ergebnisse und ermöglichen eine schnelle Anpassungsfähigkeit an veränderte Rahmenbedingungen.“ Fehler werden frühzeitig erkannt und können zeitnah korrigiert werden.

### Mitarbeiterzentriertes Führungsverständnis
„Die Führungskraft stellt sich in den Dienst der Teams, um zusammen schneller Nutzen für den Kunden zu schaffen.“
In agilen Organisationen sind die Führungskräfte nicht kontrollierende Vorgesetzte, die Druck auf ihre Mitarbeiter ausüben, sondern sie übertragen den Mitarbeiterteams Verantwortung. Daher gewinnen plurale Führungsansätze (Plural Leadership) weiter an Bedeutung.

### Agile Personal- und Führungsinstrumente
Das Personalwesen (Human Resources, HR) arbeitet „im Dialog mit Mitarbeitern und Führungskräften (...) und (schafft) mit einem klaren Kundennutzen Werte (...) HR ist der entscheidende Katalysator agiler Transformation.“
In agilen Organisationen werden die Mitarbeiter stark in die Personalplanung einbezogen. Mitarbeiterentwicklung erfolgt nicht (nur) auf der Grundlage von Vorgaben, sondern (auch) innerhalb der Teams selbst („Peer Feedback“).

### Agile Organisationskultur
„Agile Organisationskulturen sind geprägt von Transparenz, Dialog, einer Haltung des Vertrauens sowie von kurzfristigen Feedbackmechanismen.“
In „klassisch“ organisierten Strukturen herrschen oft eine Kultur aus engen Regeln, standardisierten Vorgaben und wenig Entscheidungsfreiheit für Mitarbeiter vor. In agilen Organisationen wird Wissen offen weitergegeben, Fehler werden offen und konstruktiv angesprochen, Statussymbole („Chefetage“, „Teppichetage“) entfallen.

## Werte der Agilität
Die Werte der Agilität wurden in der Agilen Softwareentwicklung entwickelt. Sie sind jedoch – entsprechend angepasst – auf Agilität im Management von Organisationen übertragbar.
| Präferierte Werte von Organisationen mit Agilität | Präferierte Werte von Organisationen ohne Agilität |
| ------------------------------------------------- | -------------------------------------------------- |
| Individuen und Interaktion                        | Prozesse und Werkzeuge                             |
| Produkte und Leistungen                           | Umfassende Dokumentation                           |
| Zusammenarbeit mit dem Kunden                     | Vertragsverhandlungen                              |
| Reagieren auf Veränderungen                       | Befolgen eines Plans                               |

## Schwächen der Agilität
In stabilen Organisationen wird dem „klassischen“, stark prozessorientierten Qualitätsmanagement (QM) ein hoher Stellenwert eingeräumt. In agilen Bereichen die Spielregeln des veralteten Systems zu verwenden, scheitert oft.